# Eidgenössische Konstruktionswerkstätte
Das Unternehmen Eidgenössische Konstruktionswerkstätte (K+W) (französisch Ateliers fédéraux de construction) in Thun war ein Regiebetrieb und Teil der Gruppe für Rüstungsdienste des Eidgenössischen Militärdepartements (heute VBS). Die K+W hatte das Ziel, die Schweizer Landesverteidigung von importierten Rüstungsgütern und in Krisenzeiten unabhängig zu machen. Der Kürzel «K+W» ist die offizielle Abkürzung, darin steht das «+» für das Schweizer Kreuz, also für «eidgenössisch», analoge Abkürzungen waren und sind auch für andere Bundesbetriebe üblich. In Fliegerkreisen wird auch fälschlicherweise EKW abgekürzt. Die K+W bestand von 1863 bis 1999 und ist heute ein Teil des Kernes der RUAG.

## Geschichte
Die technologischen Entwicklung zeigte der Schweizer Armeeführung Mitte des 19. Jahrhunderts, dass eine eigene, einheitliche Geschützherstellung nötig wurde. 1861 beschloss auf Antrag des Bundesrates das eidg. Parlament die Errichtung einer Reparaturwerkstätte. 1863 gründete der Inspektor der Artillerie und spätere General Hans Herzog die Eidgenössische Reparaturwerkstätte Thun, ab 1874 Eidgenössische Konstruktionswerkstätte genannt, sowie das Eidgenössische Laboratorium, die spätere Eidgenössische Munitionsfabrik in Thun.
Die Aufgaben sind schon im 19. Jahrhundert die folgenden gewesen:
- Herstellung und Reparatur derjenigen Teile der Armee-Ausrüstung, die nicht an andere Militärwerkstätten oder Private übertragen werden können
- Erstellung von Zeichnungen und Modellen sowie Durchführung entsprechender Versuche.
- Ausarbeitung von Vorschriften und Reglementen über Kriegsmaterial.
- Ausführung von Privataufträgen, falls die entsprechenden Umstände dies zulassen.

Auf diesen Grundlagen wurden Geschütze, Feldfahrzeuge, Eisenbahnwagen, mobile Werkstätten, Küchen, Schiffe und viele weitere Ausrüstungsgegenstände hergestellt. Aber selbst der Gründer, General Herzog, leitete mehrmalige Erneuerung der Artillerie ein ohne die K+W einzubeziehen. Man arbeitete für die Entwicklung von Geschützen auch mit ausländischen Herstellern zusammen, so mit der deutschen Krupp oder der schwedischen Bofors.
Im Vorfeld des Ersten Weltkrieges stieg der Personalbestand auf ca. 500 Personen. Nach dem Krieg ging der Auftrags- und somit auch der Personalbestand drastisch zurück. Erst als in Europa das Wettrüsten längst wieder begonnen hatte, wurde ab Mitte der Dreissiger Jahre der Maschinenpark modernisiert und diverse Projekte im Bereich Flugzeugbau und Geschützentwicklung verfolgt. 1938 zerstörte ein Grossbrand Produktions- und Lagerhallen. 1939 betrug der Personalbestand ca. 1'100 Angestellte, 1942 waren es 1'600 Mitarbeiter, doch schon nach 1943 setzte ein Personalabbau ein. Trotz Privataufträgen im Flugzeugmarkt (Willi Farner Flugzeugbau Grenchen, Pilatus Flugzeugwerke) und von anderen Kunden sank dann der Personalbestand bis auf 700 Mitarbeiter.
Mitte der 1990er Jahre wurde schrittweise die Privatisierung vorbereitet. Noch als Bundesbetrieb wurde die K+W in SW Schweizerische Unternehmung für Waffensysteme umbenannt. Im September 1998 wurde eine Aktiengesellschaft gegründet und die Unternehmung als Sacheinlage eingebracht. Die neue Firma lautete dann: SW SCHWEIZERISCHE UNTERNEHMUNG FÜR WAFFENSYSTEME AG (SW ENTREPRISE SUISSE D’ARMEMENT SA) (SW IMPRESA SVIZZERA Dl SISTEMI D’ARMA SA) (SW SWISS ORDNANCE ENTREPRISE CORP.) Somit war der Uebergang zur privatwirtschaftlichen Unternehmung juristisch vollzogen.

### Geschützbau
Von Anbeginn beschäftigte sich der Betrieb mit dem Unterhalt, der Verbesserung und der Fabrikation von Geschützen aller Art. Oft wurden schweizerische oder ausländische Unternehmen für die Entwicklung oder Produktion beigezogen oder in Lizenz fremde Geschütze gebaut. Die erste Aufgabe 1863 war die Neuentwicklung einer Lafette für 311 neu gekaufte Vierpfünder-Vorderladergeschütze. Zu den letzten Entwicklungen gehörte die 15,5 cm Festungskanone 93 L52 BISON, ein Festungsartilleriesystem der Schweizer Armee, das dann wegen des Endes des Kalten Krieges und der neuen Gefährdung durch GPS-gesteuerte Cruise-Missiles ausser Dienst gestellt wurde.
So wurden unzählige Kanonen, Haubitzen, Minenwerfer (Mörser), Fliegerabwehrkanonen, Festungsgeschütze und Panzerabwehrwaffen der verschiedensten Kaliber entwickelt, erprobt, hergestellt, unterhalten und modifiziert. Ebenso wurden die damit verbundenen Fahrzeuge und Zusatzgeräte gefertigt. Die K+W gehörte zu den wenigen Betrieben, die solche Systeme von Grund auf inklusive der Rohre produzieren konnte.

### Fahrzeugbau
Artilleriegeschütze benötigten schon von Anbeginn spezielle Fahrzeuge. Mit der Modernisierung der Kriegsführung wurden schon um 1870 unzählige Fahrzeugtypen für die Armee hergestellt. So Munitionswagen, Telegrafenwagen, Eisenbahnwagen, Brigadefourgons, Proviantwagen, Feldschmieden, Schiffe, Räder etc. Mit der Motorisierung ab 1893 ergaben sich dann neue Aufgaben für den Unterhalt. Vor dem Zweiten Weltkrieg beschaffte die Schweiz einige wenige Panzer, die in der Folge auch Unterhalt benötigten. Es gab schon vorher einige wenige Versuche mit eigenen gepanzerten Fahrzeugen. Erst in den 1950er Jahren beschaffte die Schweiz grössere Mengen Panzer im Ausland, die jedoch teilweise unbefriedigend waren. So wurde eine eigene Panzerentwicklung gestartet, was 1961 im Auftrag von 150 Panzer 61 und dann in der Fortsetzung für den Panzer 68 gipfelte. Inzwischen gab es eine beträchtliche Panzerflotte der Schweizer Armee zu unterhalten. Kurz vor dem noch nicht absehbaren Ende des Kalten Krieges wurde dann eine Neuentwicklung eines modernen Panzers zu Gunsten einer Lizenzproduktion des Panzer 87 (Leopard 2) gestoppt. Dafür sorgte die Endfertigung von 345 Leo 2 für volle Arbeitsbücher.
Daneben wurde der gesamte Fahrzeugpark der Schweizer Armee erprobt, beschafft, modifiziert, unterhalten und repariert und auch entsorgt.

### Flugzeugbau
In den Jahren vor dem Ersten Weltkrieg erkannte auch die Schweizer Armee einen gewissen Bedarf an Flugzeugen, doch erst am 31. Juli 1914 wurde die Schweizer Fliegertruppe gegründet. Der Krieg verhinderte eine Beschaffung der neuesten Flugzeuggenerationen, die sich dazu noch rasend schnell veränderten. Darum erteilte der Bundesrat im Mai 1915 der K+W den Auftrag, sechs Flugzeuge nach den Entwürfen von August Haefeli zu bauen. Einen Monat später wurde eine eigene Abteilung für die Konstruktion und Fabrikation von Flugzeugen geschaffen, im November konnte man mit der ersten neuen Maschine zum Probeflug starten und im April 1916 wurden die ersten sechs DH-1 ausgeliefert.
In der Folge entstanden verschiedene Flugzeugtypen durch Eigenbau, Lizenzbau oder Umbau für die Schweizer Armee und für den Export.
Ab 1940 wurde der Flugzeugbau von der Allmendstrasse in Thun schrittweise nach Emmen verlagert; 1943 wurde auch das Konstruktionsbüro nach Emmen verlegt und offiziell das Eidgenössische Flugzeugwerk in Emmen gegründet. Damit war der Flugzeugbau und -unterhalt nicht mehr Aufgabe der K+W in Thun.

Arbeiten an montierten Flugzeugmotoren
Bau der Tragflächengerippe
Doppeldecker Häfeli DH-1 mit Maschinengewehr

### Privatisierung nach dem Ende des Kalten Krieges
Die Eidgenössische Konstruktionswerkstätte ist 1998 schrittweise in die privatrechtlich organisierte RUAG-Gruppe überführt worden und bildet den Kern der heutigen Division RUAG Defence. Das Personal verlor den Beamtenstatus und erhielt privatrechtliche Arbeitsverträge mit Übergangsbestimmungen. Die meisten Produkte und Dienstleistungen wurden durch die RUAG übernommen. In einer Übergangsphase lautete der Firmenname Schweizerische Unternehmung für Waffensysteme (SW); unter diesem Namen wurde eine Aktiengesellschaft gebildet, die dann als RUAG Land Systems integriert wurde.
Ähnlich wurde die Eidgenössische Waffenfabrik grösstenteils in das «Schweizerische Elektronikunternehmen (SE)» integriert, andere Teile kamen zur «Schweizerischen Unternehmung für Waffensysteme». Heute sind alle bei «RUAG Defence» wieder vereint.

## Flugzeugtypen von K+W

### Haefeli
August Haefeli konstruierte die folgenden Muster für K+W:
- Häfeli DH-1
- Häfeli DH-2
- Häfeli DH-3 (M III)
- Häfeli DH-3 (M IIIa)
- Häfeli DH-3 (M IIIb)
- Häfeli DH-4 (M IV)
- Häfeli DH-3 (M IIa)
- Häfeli DH-5 (MV)
- Häfeli DH-5 (MV)
- Häfeli DH-5 X (M V x)
- Häfeli DH-3 (M IIIa)
- Häfeli DH-5A (M Va)
- Häfeli DH-5 (MV-1)
- Häfeli DH-5 (MV-1)

Prototypen Haefeli:
- Militär-Apparat MA-6
- Militär-Apparat MA-7, Schweizer Höhenrekord von 9800 Meter im Jahre 1925
- Militär-Apparat MA-8

### Dewoitine
K + W baute ab 1925 für die Schweizer Fliegertruppe und den Export Flugzeuge des französischen Konstrukteurs Émile Dewoitine.
- Dewoitine D.9: Teile für drei Exemplare von Dewoitine geliefert und bei K+W montiert.
- Dewoitine D.19: Ein Exemplar direkt von Dewoitine bezogen, zwei aus gelieferten Teilen zusammengebaut.
- Dewoitine D.21: Sieben Exemplare für die argentinische Luftwaffe gebaut, in Lizenz wurden weitere 58 Exemplare mit Lorraine-Dietrich-Motoren montiert.
- Dewoitine D.26: 11 Exemplare gebaut.[5]
- Dewoitine D.27: Der Prototyp entstand 1928, für die Schweiz wurden dann fünf Vorserienflugzeuge und zwei Baulose mit je 15 und 45 Serienflugzeugen produziert.[6]

### C-35/C-36
- C-35
- C-36
- C-3601
- C-3602
- C-3603
- C-3604

Die weiteren Typen dieser «Linie C-36» wurden vom Eidgenössischen Flugzeugwerk in Emmen produziert.

### Lizenzbauten
- Fokker CV-E, Fernaufklärer. Ab 1933 Lizenzbau zusammen mit Dornier-Werke Altenrhein AG

## Panzer, gepanzerte Fahrzeuge
Eigenkonstruktionen:

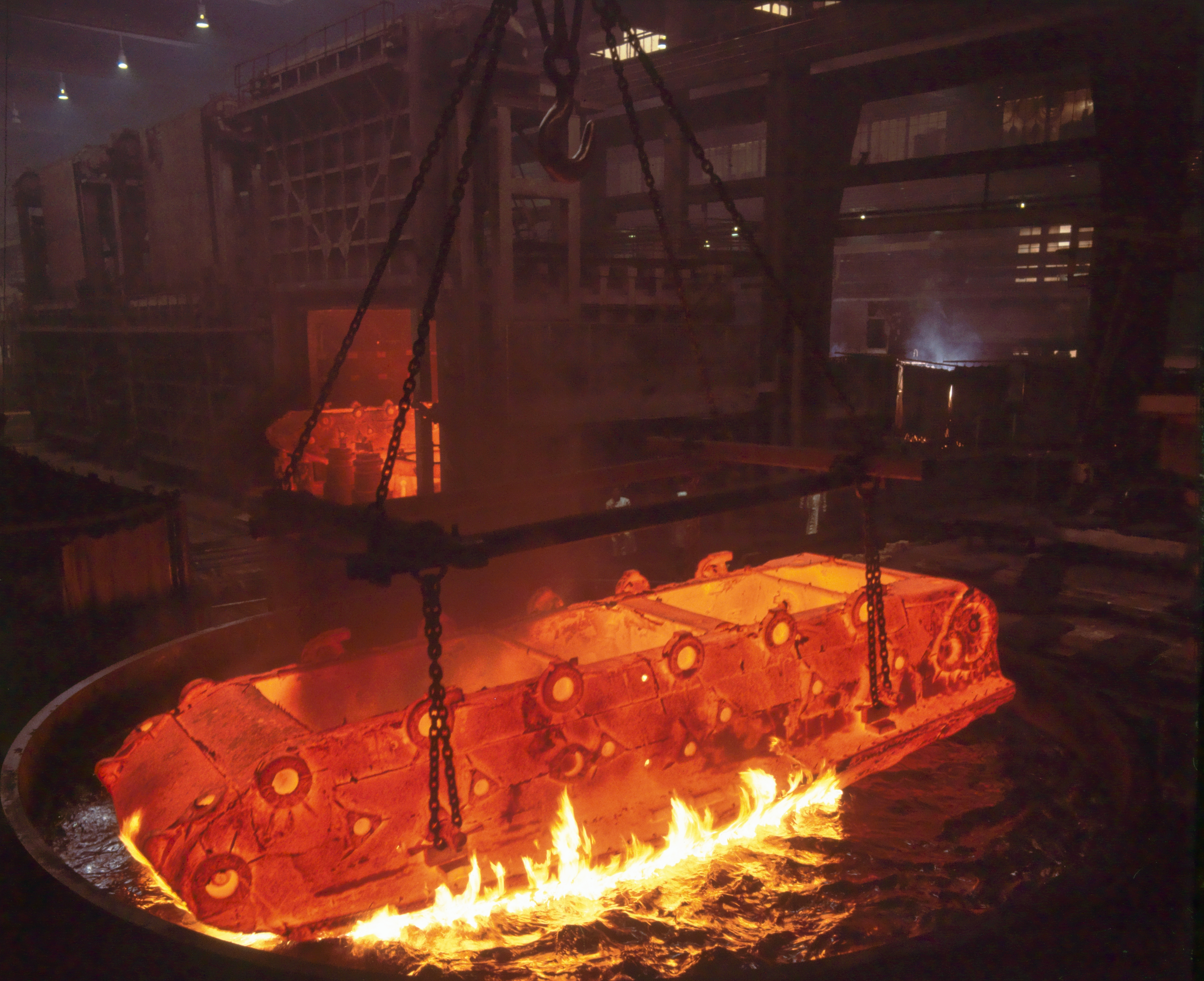
Panzer-Konstruktionswerkstätte Thun (1977)

- Nahkampfkanone 1 (NK 1), nur 1 Prototyp gebaut im Einsatz 1944–1947
- Mittlerer Panzer 1958 (MPz 58), 1 Prototyp + 12 Stück im Einsatz 1958–1964, später zu Zielpanzer 61 umgebaut.
- Panzer 61 (Pz 61), 150 Stück im Einsatz von 1964 bis 1994, alle Fahrzeuge wurden modernisiert zum Panzer 61 AA9 (Pz 61 AA9)
- Panzer 68 (Pz 68), 220 Stück im Einsatz von 1971 bis 1999, 25 Stück modernisiert als Pz 68/88 bis 2003 im Einsatz
- Panzer 68/75 (Pz 68/75), 170 Stück im Einsatz von 1978 bis 2003
- Panzer 68/88, 195 Stück (inklusive 25 modernisierte Pz 68), im Dienst von 1993 bis 2003
- Zielpanzer 68, 10 Stück im Dienst von 1974 bis 2007
- Entpannungspanzer 65, 69 Stück im Dienst von 1972 bis 2008. Umbau zu Entpannungspanzer 65/88.
- Brückenpanzer 68 (Brü Pz 68), 30 Stück seit 1976 im Einsatz alle wurden 1989 modernisiert zu Brückenpanzer 68/88
- 35 mm Flab Panzer B22L Entwicklung mit Oerlikon-Bührle basierend auf dem deutschen GEPARD. 2 Stück gebaut, für Versuche im Einsatz 1979–1980 Entwicklung zugunsten der Boden-Luft-Rakete Rapier abgebrochen.
- 15,5-cm-Artillerie-Panzerkanone 68 (15,5 cm Art Pz Kan 68), 4 Stück gebaut für Versuchszwecke im Einsatz von 1972 bis 1975. Projekt zugunsten der amerikanischen M109 abgebrochen.

## Gezogene Geschütze

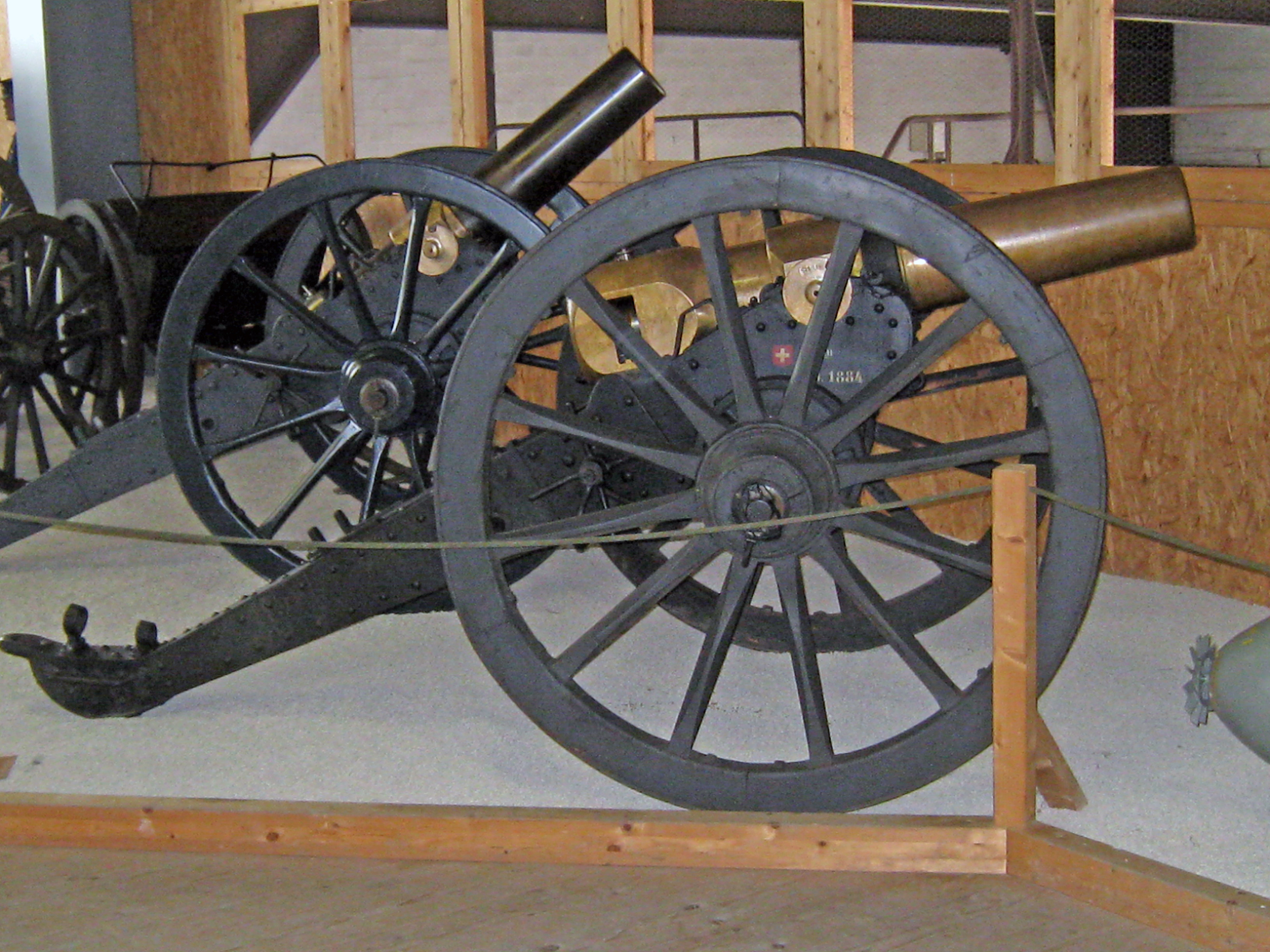
12-cm-Mörser mit Bronzerohr

Lizenz- und Eigenbau, chronologisch
- Vierpfünder-Feldkanone 1862
- 10,5-cm-Feldkanone 1866
- 8,4-cm-Feldkanone 1871
- 7,5-cm-Gebirgsgeschütz 1877
- 12-cm-Kanone 1882
- 7,5-cm-Feldkanone 03/22
- 12-cm-Feldhaubitze 12/39
- 15-cm-Feldhaubitze 1916
- 4,7-cm-Infanteriekanone 35
- 7,5-cm-Flabkanone 38
- 12-cm-Minenwerfer 41
- 10,5-cm-Kanone 35 L42
- 15-cm-Feldhaubitze 42
- 10,5-cm-Haubitze 46

## Festungsgeschütze

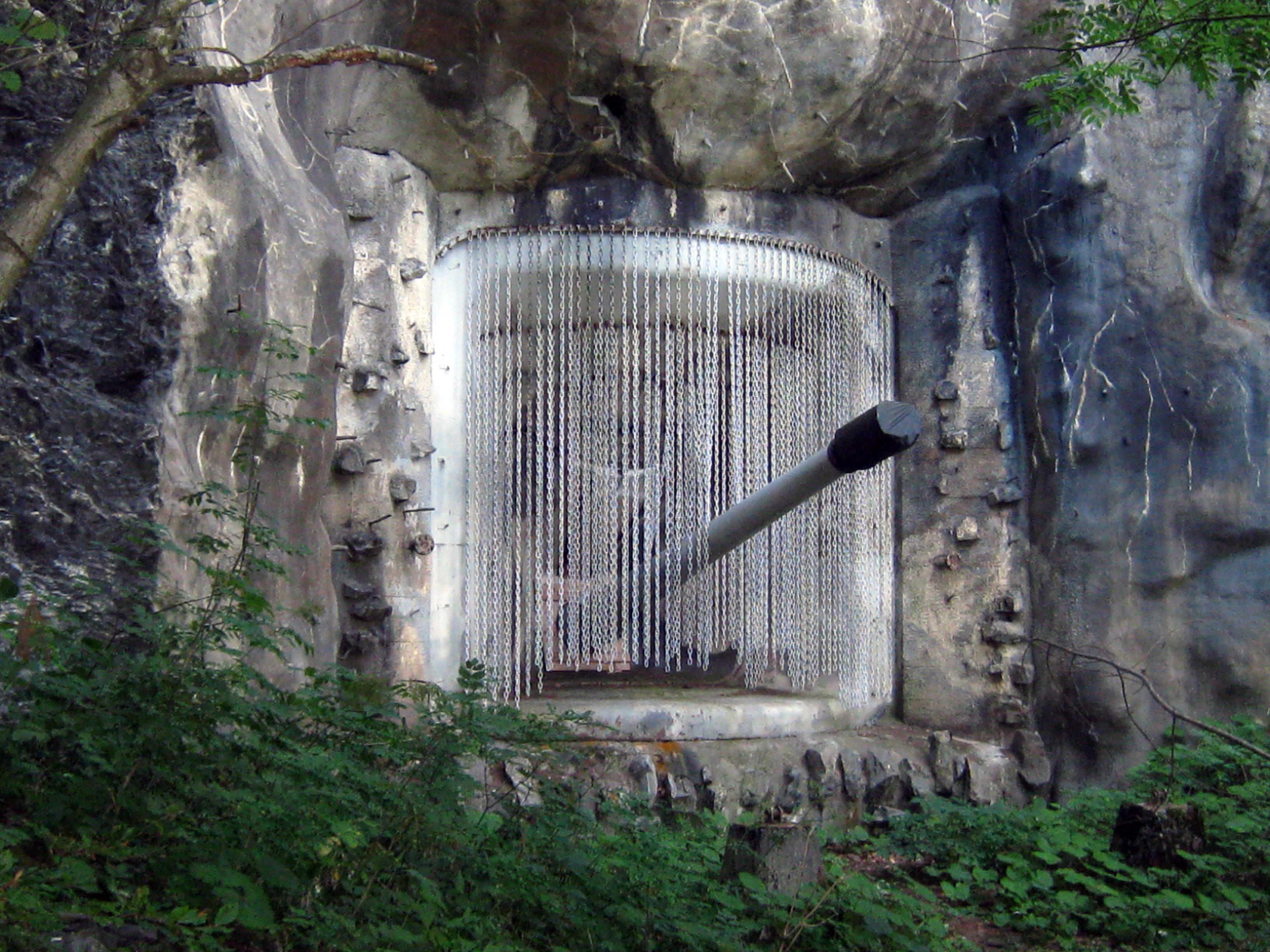
15-cm-Kanone Festung Furggels

Die Schweizer Festungsartillerie spielte in der Bewaffnung der Schweiz ab Mitte des 19. Jahrhunderts bis zum Ende des Kalten Krieges eine grosse Rolle.
- 7,5-cm-Kasemattengeschütz
- 10,5-cm-Turmkanone 39, L52 (Panzerturm)
- 10,5-cm-Festungsgeschütze: Kanone auf Hebel- und Ständerlafette, Haubitze auf Hebellafette
- 10,5-cm-Panzerabwehrkanone
- 15-cm-Bunkerkanone 42/46, L42
- 15-cm-Turmkanone 58, L42 (Panzerturm)
- 10,5 cm Panzerabwehr-System Centurion in Bunker. (umgebaute 10,5 cm Pz Kan 60)
- 15,5 cm Festungskanone 93 L52 BISON[7]